# Point of Od

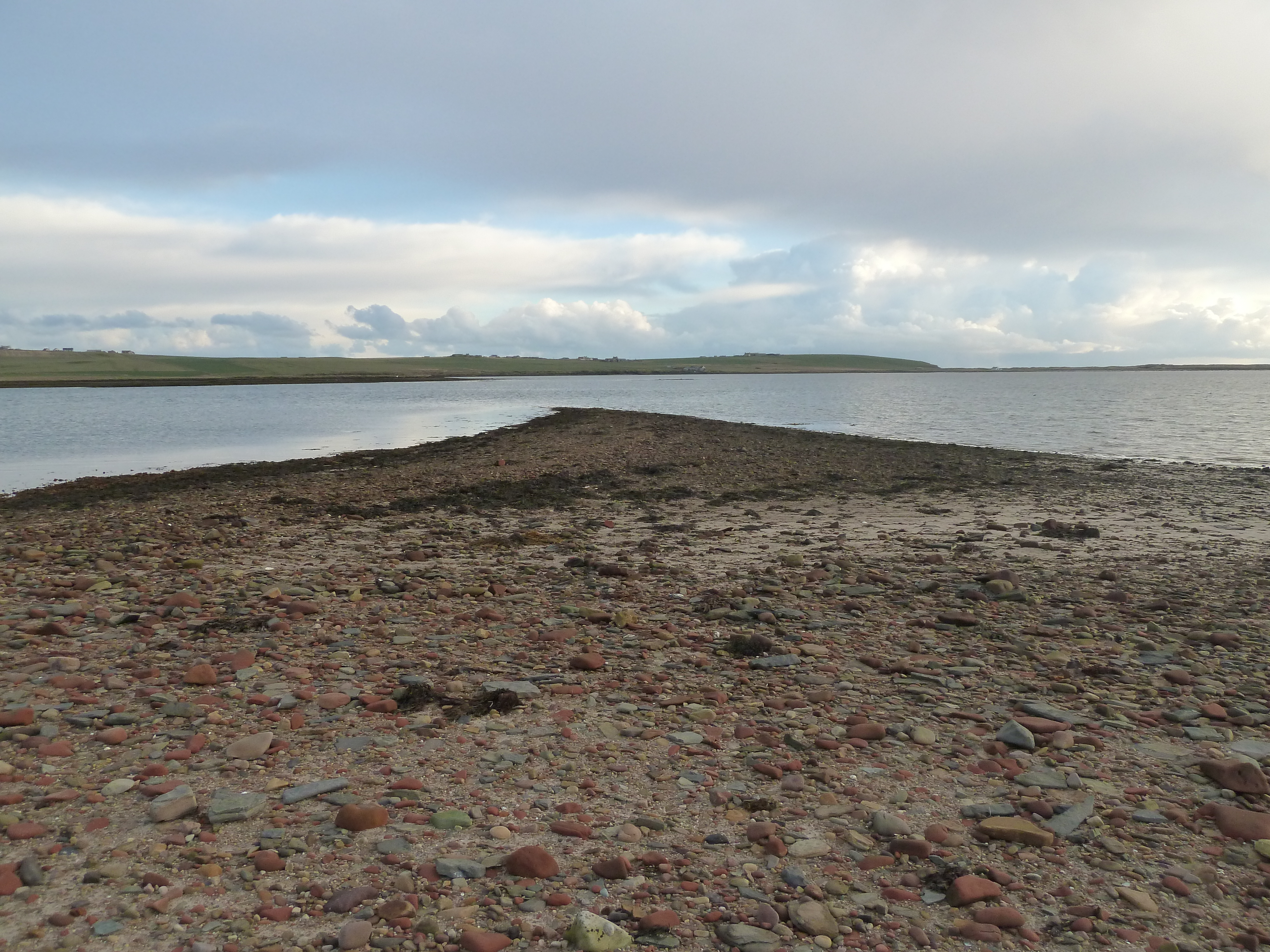
Das Kap aus der Nähe

Der Point of Od ist ein Kap, das im Südosten der zu Schottland zählenden Orkneyinseln liegt.

## Geographie
Der Point of Od liegt im Osten von Mainland in einer wenig besiedelten Gegend. Die nächste größere Ortschaft ist Kirkwall, etwa elf Kilometer im Nordwesten. Er grenzt den Deer Sound im Nordwesten vom St Peter's Pool im Südosten ab.

## Historisches
Im Rahmen der historischen Gliederung Schottlands in Civil Parishes zählt der Point of Od zu St Andrews and Deerness.